# First-person shooter
First-person shooter eller FPS er en populær computerspilsgenre af first-person. Spillene kendetegnes ved at være i førstepersons-perspektiv ("jeg"-person), og ved at man skal eliminere fjender. 
Før spilgenren blev etableret som betegnelse, blev 3D-skydespil af denne type ofte kaldt for ’Doom’-kloner, i visse tilfælde nedsættende for opfattede imitationer, opkaldt efter første spil i Doom-serien.
Blandt de mest populære spil er Half-Life, Half-Life 2, Counter Strike: Source, Counter-Strike: Global Offensive, Doom, Quake, Call of Duty-serien og Battlefield-serien. FPS er af de mest spillede typer til computer, hvor Counter-Strike-serien, har det største antal spiller på verdens plan.[kilde mangler]

## Historie
De første FPS-spil var Maze War og Spasim. Udviklingen af Maze War begyndte i 1973; tidspunktet for færdiggørelsen er ukendt. Spasim menes at være udgivet i 1974. Spillet var en rumfarts-simulator, sat i førstepersons synsvinkel. Spasim var meget meget simpel lavet. Man kunne kun flytte sig fra brik til brik og dreje i 90 grader.[kilde mangler]
I 1980 blev en tank-simulator, Battlezone, lavet til arkader. I 1983 blev en version af Battlezone lavet til computere. Dette var det første succesfulde FPS-spil som brugte wireframe 3D graphics.[kilde mangler]
Et spil ved navn MIDI Maze blev lavet til Atari ST i 1987. 
I nyere tider, ser vi flere FPS-spil, som inddrager flere elementer til spillet, udover at skyde med sit våben. Et eksempel er spillet Overwatch, udover almindelige våben, så har man mulighed for at bruge forskellige "abilities" og "ultimates" som er karakter baseret. FPS-spil er et af de mest populære computerspilsgenre, i løbet af februar 2020, har der gennemsnitligt været 530,433 aktive spillere dagligt i Counter-Strike: Global Offensive alene, med det højeste antal aktive spillere på 1 305 714.  